# Somer Farm Cemetery
Somer Farm Cemetery is een Britse militaire begraafplaats met gesneuvelden uit de Eerste Wereldoorlog, gelegen in het Belgische dorp Wijtschate, een deelgemeente van Heuvelland. De begraafplaats ligt 750 m ten noordoosten van het dorpscentrum. Ze werd ontworpen door William Cowlishaw en wordt onderhouden door de Commonwealth War Graves Commission. Het terrein heeft een lang trapeziumvormig grondplan met een oppervlakte van 633 m², afgeboord door een lage natuurstenen muur. Het Cross of Sacrifice staat langs de zuidoostelijke muur, recht tegenover de toegang.
Er liggen 91 doden begraven waarvan 1 niet geïdentificeerd kon worden.

## Geschiedenis
Het dorp was in Britse handen tot 1 november 1914 toen het werd veroverd door de Duitsers. Tijdens de Tweede Slag om Mesen in juni 1917 werd het heroverd waarna men de begraafplaats startte. Ze werd Somer Farm Cemetery No.1 genoemd naar een nabijgelegen hoeve. Gedurende het Duitse lenteoffensief in april 1918 moesten de Commonwealth troepen het dorp terug opgeven maar vanaf 28 september 1918 werd het definitief door hen ingenomen. In oktober 1918 werden er opnieuw graven aan toegevoegd.
Er liggen 67 Britten (waaronder 1 niet geïdentificeerde) en 24 Australiërs begraven. Voor 3 Britten en 2 Australiërs werden Special Memorials opgericht omdat hun graven niet meer gelokaliseerd konden worden.
Een tweede begraafplaats (Somer Farm Cemetery No.2) werd ontruimd waarna de graven naar Wytschaete Military Cemetery werden overgebracht. Hierdoor verloor de huidige begraafplaats zijn nummer.
De begraafplaats werd in 2009 als monument beschermd.